# Piovene Rocchette
Piovene Rocchette là một đô thị tại tỉnh Vicenza ở vùng Veneto, Ý.
Đô thị này có diện tích 12 km2, dân số là 8272 người (thời điểm 31 tháng 8 năm 2008). Núi Summano là cảnh quan nổi bật Piovene Rocchette và đã là một địa điểm hành hương tôn giáo từ thế kỷ 15. Trên sườn núi này có nhà nguyện nhỏ.